# Virgin Earth Challenge
El Virgin Earth Challenge (literalmente, el «Reto Virgin de la Tierra») es una competencia que ofrece un premio de 25 millones de dólares para todo aquel que pueda exponer un diseño comercialmente viable con el fin de eliminar permanente los gases de efecto invernadero de la atmósfera terrestre para contribuir materialmente a evitar el calentamiento global. El premio fue propuesto y financiado por Sir Richard Branson, un empresario británico exitoso, y fue anunciado en Londres el 9 de febrero de 2007 por Branson y el vicepresidente de Estados Unidos y ganador del Premio Nobel del año 2007, Al Gore, creador de la película Una verdad incómoda en el 2006 sobre el cambio climático.
Entre las más de 2,600 solicitudes, 11 finalistas fueron anunciados el 2 de noviembre de 2011. Se trató de Biochar Solutions, de EUA; Biorecro, de Suecia; Black Carbon, Dinamarca; Carbon Engineering, Canadá; Climeworks, Suiza; COAWAY, EUA; Full Circle Biochar, de EUA; Global Thermostat, EUA; Kilimanjaro Energy, EUA; Smartstones - Olivine Foundation, de los Países Bajos, y The Savory Institute, de EUA.

## El Reto
El Premio será otorgado a "un diseño comercialmente viable que logre o parezca capaz de lograr la eliminación neta de importantes volúmenes de gases de efecto invernadero con fuentes antropogénicas, cada año durante al menos una década", los volúmenes importantes especificados "deben ser escalables a un tamaño significativo, con el fin de cumplir el objetivo de la eliminación informal de mil millones de toneladas de carbono equivalente por año". Cabe señalar que una tonelada de carbono equivalente (C) es igual a 3,67 toneladas de dióxido de carbono (CO2).  (Debido a la relación entre sus pesos atómicos, más precisamente 44/12). En la actualidad, las emisiones del combustible fósil dan alrededor de 6,3 gigatoneladas de carbono.
El premio será inicialmente abierto por solo 5 años, con las ideas evaluadas y asesoradas por un panel de jueces que incluye a Richard Branson, Al Gore y Crispin Tickell (un diplomático británico), así como algunos científicos entre los que destacaban James E. Hansen, James Lovelock y Tim Flannery. Si el premio no ha sido reclamado al cabo de cinco años, el grupo podrá optar por alargar  el período propuesto.
Alrededor de doscientos mil millones de toneladas métricas de dióxido de carbono se han acumulado en la atmósfera desde el inicio de la Revolución Industrial, aumentando las concentraciones por más de 100 partes por millón (ppm), de 280 a más de 380 ppm. El Reto Tierra Virgen pretende inspirar a los inventores a encontrar formas de volver a bajar estas cifras para evitar el peligroso calentamiento global y el aumento en el nivel del mar previsto por organizaciones como el Grupo Intergubernamental de Expertos sobre el Cambio Climático.
El Reto Tierra Virgen es similar en concepto a otras competencias de alta tecnología, tales como el Premio Orteig para volar a través del Océano Atlántico, y el  Premio Ansari X por vuelo espacial.

## Tecnologías en competencia
Los once finalistas representan cinco tecnologías en competencia, algunas están representados por varios finalistas.

### Bio-carbón
El bio-carbón, creado por pirólisis de la biomasa. La pirólisis es un proceso donde la biomasa se quema parcialmente en un entorno con oxígeno limitado, lo que produce un carbón rico en carbono. Este carbón puede ser distribuid en los suelos como enmienda del suelo.
Finalistas compitiendo con diseños basados en el bio-carbón:
- Biochar Solutions, USA
- Black Carbon, Dinamarca
- Full Circle Biochar (enlace roto disponible en Internet Archive; véase el historial, la primera versión y la última)., USA

### BECCS (Bioenergía mediante la captura y el almacenamiento de carbono)
La bioenergía producida por la captura y el almacenmiento de carbono (Bio-Energy with Carbon Capture and Storage), combina la combustión o la transformación de la biomasa con la captura del carbono y su almacenamiento geológico. BECCS llega a las industrias como energía eléctrica, cogeneración, pulpa y papel, producción de etanol y/o producción de biogás.
Hay 550,000 toneladas de CO2/año en total respecto a la capacidad operativa de BECCS, dividido entre tres instalaciones diferentes (a partir de enero de 2012).
BECCS fue reconocido en el Cuarto Informe de Evaluación del IPCC por el Grupo Intergubernamental de Expertos sobre el Cambio Climático como una tecnología clave para alcanzar los objetivos de dióxido de carbono de baja concentración atmosférica. Las emisiones negativas que se pueden producir por BECCS han sido estimadas por la Real Sociedad de Londres y concluyen que resulta en una disminución de 50 a 150 ppm en las concentraciones atmosféricas mundiales de dióxido de carbono y, de acuerdo a la Agencia Internacional de la Energía, el mapa AZUL de mitigación del cambio climático requiere más de 2 gigatoneladas de emisiones de CO2 negativo al año con BECCS en el 2050. De acuerdo con la Organización para la Cooperación y el Desarrollo Económicos, "El lograr los objetivos de concentración inferiores a las 450 ppm, depende en gran medida de la utilización de BECCS".
El potencial técnico sostenible para las emisiones negativas netas con BECCS se ha estimado en 10 Gt de CO2 equivalente por año, con un potencial económico de hasta 3,5 Gt de CO2 equivalente por año a un costo de menos de 50 €/tonelada, y hasta 3,9 Gt de CO2 equivalente por año a un costo de menos de 100 €/tonelada.
La Escuela Imperial de Londres, el Centro Hadley de Cambio Climático de la Met Office del Reino Unido, el Centro Tyndall para las Investigaciones del Cambio Climático, el Walker Institute for Climate System Research, y el Instituto Grantham para el Cambio Climático emitieron un informe conjunto sobre las tecnologías de eliminación de dióxido de carbono como parte del programa de investigación "EVITAR: Evitando el peligroso cambio climático" (AVOID: Avoiding dangerous climate change), en donde se afirmó que "En general, de las tecnologías estudiadas en este informe, BECCS tiene la mayor madurez y no hay grandes barreras prácticas para su introducción en el sistema de energía de hoy; la presencia de un producto primario apoyará su implementación temprana".
Finalista compitiengo con un diseño basado en BECCS:
- Biorecro, Suecia

### Captura directa de Aire
La captura directa de aire es el proceso de captura de dióxido de carbono directamente desde el ambiente usando disolventes, filtros u otros métodos. Después de ser capturado, el dióxido de carbono se guarda con tecnologías de captura y almacenamiento de carbono para mantenerlo permanentemente fuera de la atmósfera.
Finalistas compitiendo basándose en esta tecnología:
- Carbon Engineering, Canadá
- Climeworks, Suiza
- Coaway, USA
- Global Thermostat, USA
- Kilimanjaro Energy, USA

### Intemperie Mejorada
La intemperie mejorada se refiere a un enfoque químico en cuanto a la carbonatación in situ de silicatos, donde el dióxido de carbono se combina a través de procesos naturales de meteorización con minerales extraídos, tales como el olivino.
Finalista compitiendo con este diseño:
- Smartstones - Olivine Foundation, Países Bajos

### Restauración de pastizales
Cambiar los métodos de gestión para los pastizales puede aumentar significativamente la absorción de dióxido de carbono en el suelo, creando un sumidero de carbono. Generalmente, este y otros métodos de cambio de uso del suelo no se consideran tecnologías respecto a las emisiones negativas a causa de la permanencia incierta del carbono en este lugar a largo plazo.
Finalista compitiendo con el diseño de la restauración de pastizales:
- The Savory Institute, USA